# Zofia Daniłowiczowa
Zofia z Żółkiewskich Daniłowiczowa (ur. ok. 1590, zm. 20 sierpnia 1634) – córka hetmana wielkiego koronnego Stanisława Żółkiewskiego i jego żony Reginy Herburtówny.
W 1605 poślubiła wojewodę ruskiego Jana Daniłowicza. Z tego małżeństwa pochodziło czworo dzieci:
- Zofia Teofila – matka Jana III Sobieskiego,
- Stanisław (zm. 1636) – zabity przez Tatarów,
- Jan (ur. 1613, zm. 1618),
- Dorota – ksieni benedyktynek we Lwowie od 1640.

W 1623, po śmierci brata – starosty hrubieszowskiego Jana odziedziczyła jego posiadłości, które przeszły w późniejszych latach na ród Sobieskich.
Zofia Daniłowiczowa była fundatorką kościołów i cerkwi unickich.

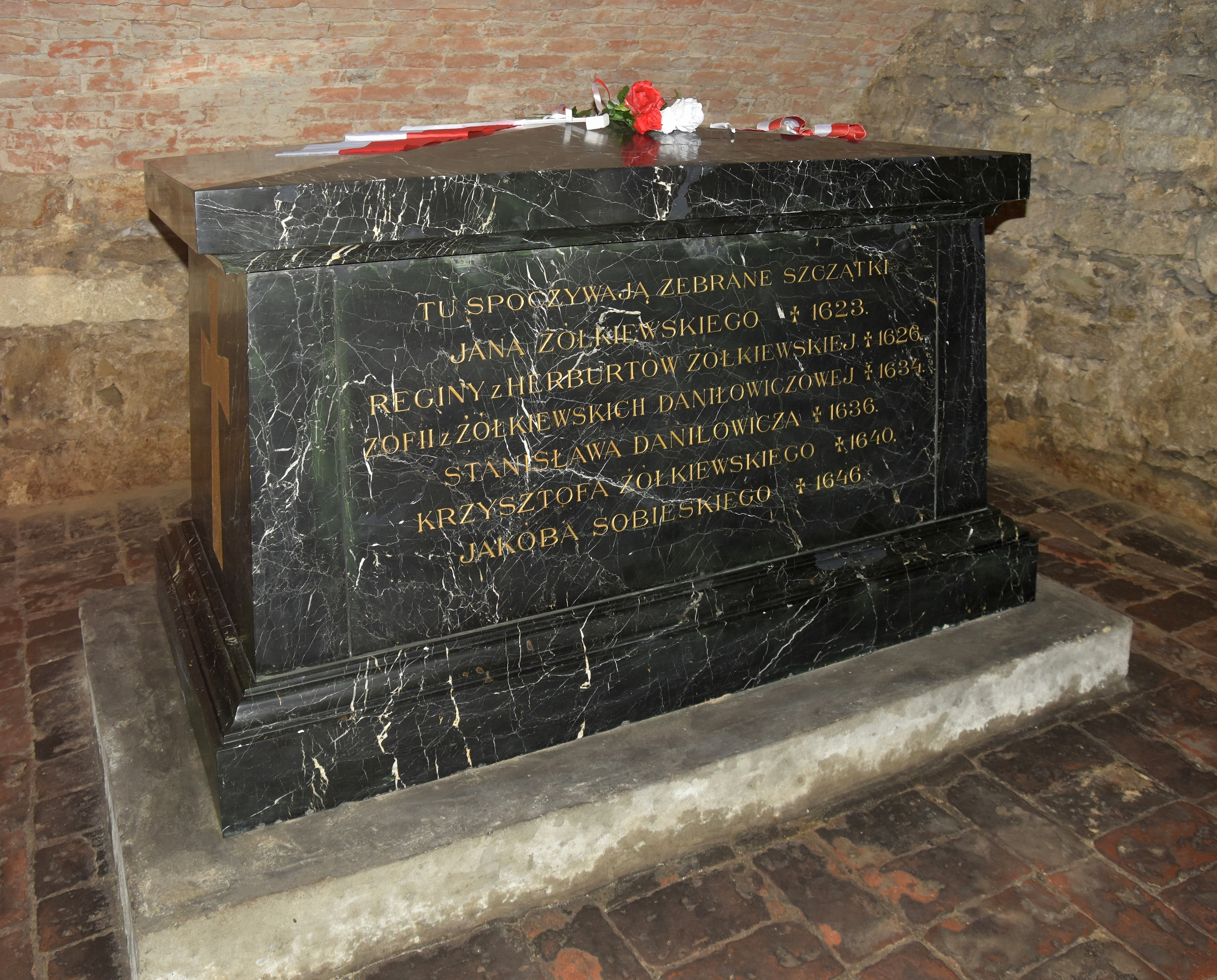
Sarkofag w krypcie kolegiaty św. Wawrzyńca w Żółkwi